# Valdemar Nyman
Valdemar Nyman, (né le 15 août 1904 à Vaasa et mort le 25 novembre 1998 à Mariehamn), est un écrivain finlandais de langue suédoise.

## Biographie
Valdemar Nyman arrive dans les îles Åland en 1935, en tant que pasteur de l'église de Finström, et y réside jusqu'à sa mort. 
Son œuvre se compose principalement de romans historiques prenant place dans l'archipel d'Åland à diverses périodes, mais il est également l'auteur de plusieurs descriptions lyriques des îles.

## Prix et récompenses
Il remporte le prix Tollander en 1978 et le prix Finlande de l'Académie suédoise en 1996.

## Œuvres
- Som tusen liljor (1944)
- Sko, sko hästen (1945)
- Broder Kilian (1947)
- Personhistoriska förbindelser mellan områdena för de gamla Linköpings och Åbo stiften (1947)
- Margareta Jönsdotter till Bastö (1950)
- St Colombas arvingar (1951)
- Den stora flykten (1954)
- Åland (1955)
- Längs åländska sjövägar (1968)
- Osmund Kåresons ungdom (1972)
- Osmund och aftonstjärnan (1974)
- Pojken och den gråa byn Joel Pettersson 1892-1937 (1977)
- På åländska vägar (1980)
- Grelsby kungsgård (1985)
- Kyrkogränden (1988)
- Postvägsbyarna (1989)
- Från Tuna till Ljugarn (1989)
- Joels brev till Werner Eker (1990)
- Vassrike (1990)
- Thul i Thule (1991)
- Getakarla marklag (1991)
- Slant i håven (1993)
- Kom Videla-kom Vadela (1994)
- Jag är en stenskärva som det roar gudomen att kasta smörgås med (2004)